# علیرضا الهامی
علیرضا الهامی سرتیپ ارتش جمهوری اسلامی ایران است، که هم‌اکنون به‌عنوان جانشین فرمانده نیروی پدافند هوایی ارتش ایران فعالیت می‌کند. وی از ۱۳۹۲ تا ۱۳۹۴ فرمانده دانشگاه پدافند هوایی بود، در فاصله سالهای ۱۳۹۴ تا ۱۳۹۷ به‌عنوان معاون عملیات قرارگاه پدافند هوایی خاتم‌الانبیا فعالیت می‌کرد، از ۱۳۹۷ تا ۱۳۹۸ جانشینی فرمانده قرارگاه پدافند هوایی خاتم‌الانبیا را برعهده داشت و از ۱۳۹۸ تاکنون نیز جانشین نیروی پدافند هوایی ارتش است. الهامی در سال ۱۳۹۷ درجه سرتیپی دریافت کرد.